# Castromayor (Abadín)
Castromayor o San Juan de Castromayor (llamada oficialmente San Xoán de Castromaior) es una parroquia española del municipio de Abadín, en la provincia de Lugo, Galicia.

## Localización
Se ubica al oeste del concejo, atravesado por la carretera N-634 y la Autovía del Cantábrico. Está en las estribaciones de la Sierra del Gistral y por él discurre el río Portela y su afluente, el arroyo de Castromayor. Su capital es As Paredes.

## Organización territorial
La parroquia está formada por veintidós entidades de población, constando diez de ellas en el nomenclátor del Instituto Nacional de Estadística español:

### Entidades de población
Entidades de población que forman parte de la parroquia:
- Arnela (A Arnela)
- A Canteirada
- A Pedreira
- Paredes (As Paredes)
- A Tarroeira
- Billetes
- Bioces
- Celme
- Egoeiras
- Entrelorríos
- Fontefeal
- Fontemuín
- Fosas
- Fraga
- Barral (O Barral)
- O Grandón
- O Pazo
- Roma
- Roxoa
- Suarriba

### Despoblados
Despoblados que forman parte de la parroquia:
- Rega do Foxo
- Sever

## Demografía
| Gráfica de evolución demográfica de Castromayor entre 2000 y 2019 |
|                                                                   |
| Datos según el nomenclátor publicado por el INE.                  |

## Naturaleza
Castromaior es una parroquia de gran interés debido al bello entorno en el que se encuentra. Castromaior es una de las vías de entrada a la Sierra del Gistral, donde la pista que sale de la aldea de Fraga se adentra en la sierra a través del valle del río Arnela o Portela. El río Arnela nace en el lugar de Chao do Fonce y desciende por la sierra del Gistral hasta llegar al valle en el que se asientan la mayoría de los núcleos habitados de la parroquia y en el que predominan los prados y bosques. En Castromaior se encuentra la Pena da Auga, una de las alturas más destacable de Abadín, con una altitud de 832 metros. 
En la sierra, se asienta un parque eólico que suministra electricidad a la comarca de Terra Llana. Se planeó a mediados de la década de los 90 la ampliación del parque hasta la zona de Toxoso, pero dicho proyecto fue cancelado. 
Por esta zona discurre el Camino de Santiago del Norte.

## Patrimonio
- Iglesia parroquial de San Juan, ubicada en el núcleo de O Barral. Es una iglesia situada al lado de un pequeño castro, construida a mediados del siglo XVI y reformada posteriormente. Tiene un tejado de pizarras a dos aguas y la sacristía se encuentra en la cabecera de la iglesia. Su puerta es completamente sencilla, con decoración geométrica y completamente aristada. Forma una espadaña con una pequeña campana. Hay una saetera en uno de los muros laterales, y se encuentra dentro de la iglesia un bello retablo del siglo XVIII.
- Castillo o castro medieval de Castromaior se ubica en plena sierra del Gistral, en un promontorio rocoso donde se han hallado restos de un castro medieval.